# Batalla de l'estret de Dinamarca
La batalla de l'estret de Dinamarca va ser una batalla naval de la Segona Guerra Mundial entre naus de la Royal Navy britànica i la Kriegsmarine alemanya, que va tenir lloc el 24 de maig de 1941. El cuirassat HMS Prince of Wales i el creuer de batalla HMS Hood van lluitar contra el cuirassat alemany Bismarck i el creuer pesat Prinz Eugen, els quals intentaren arribar a les aigües de l'Atlàntic Nord per destruir la navegació mercant aliada.
Menys de 10 minuts després que els britànics obrissin foc, un obús de 15 polzades del Bismarck penetrà les santabarbares de proa del Hood. Poc després el Hood explotà, enfonsant-se en només 3 minuts amb la pèrdua de tota la tripulació llevat de 3. El Prince of Wales continuà l'intercanvi de foc amb el Bismarck, però patia seriosos malfuncionaments al seu armament principal car el cuirassat no havia treballat a plena potència després d'haver estat completat a finals de març de 1941. Això, juntament amb els efectes de la batalla, causà que s'hagués de retirar del combat. El Bismarck, malmès però operatiu, declinà seguir la cacera del Prince of Wales i s'endinsà a l'Atlàntic juntament amb el Prinz Eugen.

## Rerefons

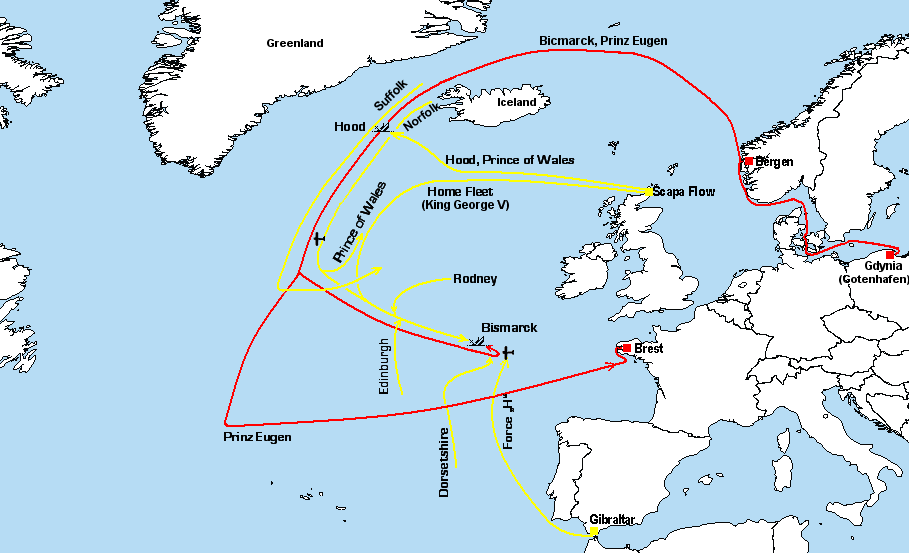
La situació de la batalla. Els moviments alemanys apareixen en vermell, els britànics en groc

El 18 de maig de 1941 el cuirassat Bismarck estava a punt per a la seva primera travessa contra la navegació alidada, l'"operació Rheinübung". Anava acompanyat el Prinz Eugen, un nou creuer pesat també a la seva primera missió. L'Admiral Günther Lütjens, comandant de la flota, intentava sortir a l'Atlàntic a través de l'estret de Dinamarca entre Groenlàndia i Islàndia i atacar el tràfic de combois aliats a l'Atlàntic nord. Atacs anteriors realitzats per les naus alemanyes, com el Scharnhorst i el Gneisenau havien ocasionat prou danys als britànics perquè fessin servir alguns dels seus cuirassats més vells (com els classe Revenge) per escortar combois. Tot i que vells i lents, aquests vaixells estaven armats amb canons de 15 polzades (380 mm), més poderosos que els canons dels creuers pesats i els cuirassats de butxaca alemanys. El Bismarck i el Prinz Eugen podrien, doncs, arriscar-se a atacar un comboi escortat per un d'aquests cuirassats: el Bismarck podria atacar i intentar destruir el cuirassar d'escorta, deixant al Prinz Eugen, més lleuger, que cacés i enfonsés els mercants.
S'esperava que ambdós vaixells intentessin avançar cap a l'oest per l'estret entre Groenlàndia-Islàndia-Gran Bretanya (GIUK). Mentre que passava pel mar Bàltic davant la Suècia neutral va ser descobert pel creuer suec Gotland, així com per diversos avions patrullers. Els informes van ser interceptats per l'ambaixada britànica, permetent que els vaixells de la Royan Navy vigilessin la seva ruta probable. Els vaixells intentaren ajudar en la recerca, però no van aconseguir-ho car els vaixells alemanys sortiren a mar obert amb boira i pluges. El vespre del 23 de maig, malgrat l'avantatge del mal temps per amagar la seva presència, els alemanys van ser descoberts, navegant a 27 nusos (50 km/h), pels creuers pesats HMS Norfolk i HMS Suffolk. Aquests vaixells estaven patrullant l'estret de Dinamarca, comandats pel contraalmirall Frederic Wake-Walker. Amb l'ajut del radar recent instal·lat al Suffolk, els creuers seguiren la flota alemanya durant la nit, informant dels seus moviments.
L'endemà al matí els vaixells alemanys van ser interceptats a l'estret per una flota britànica, formada pel cuirassat Prince of Wales, el creuer de batalla HMS Hood i sis destructors, comandats pel vicealmirall a bord del Hood. El Prince of Wales era un cuirasat classe King George V recent comissionat, amb la mateixa mida i poder que el Bismarck. No havia estat "estressat" apropiadament, i la tripulació era novella. Encara tenia problemes mecànics, especialment amb el seu armament principal, i va salpar amb treballadors de les drassanes encara treballant a bord.  El Hood, després que fos comissionat el 1918, seguí com el major vaixell de guerra durant 20 anys. Durant el període d'entreguerres, més que cap altre vaixell representava el poder naval britànic a ulls dels britànics i del món. Però el seu blindatge era menys ampli que el d'un cuirassat i la seva coberta baixa cuirassada era massa lleugera per aguantar el foc de llarg abast. L'esclat de la II Guerra Mundial impedí que no pogués rebre les modernitzacions requerides, especialment per incrementar la coberta interior de 3 polzades (7,6 cm) a 6 polzades (15 cm). Malgrat això, la potència de foc dels canons de 15 polzades (380 mm) del Hood eren equivalents als de qualsevol vaixell alemany.
Molt lluny al sud-est, el superior de l'almirall Holland, l'almirall Sir John Tovey es debatia sobre si ordenar l'almirall Hoolland que permetés que el Prince of Wales anés davant del Hood. Així, des d'aquesta posició, el millor protegit Prince of Wales atrauria el foc enemic. Decidí no donar l'ordre, afirmant que no "creia justificada una interferència així amb un oficial superior".

## El pla surt malament

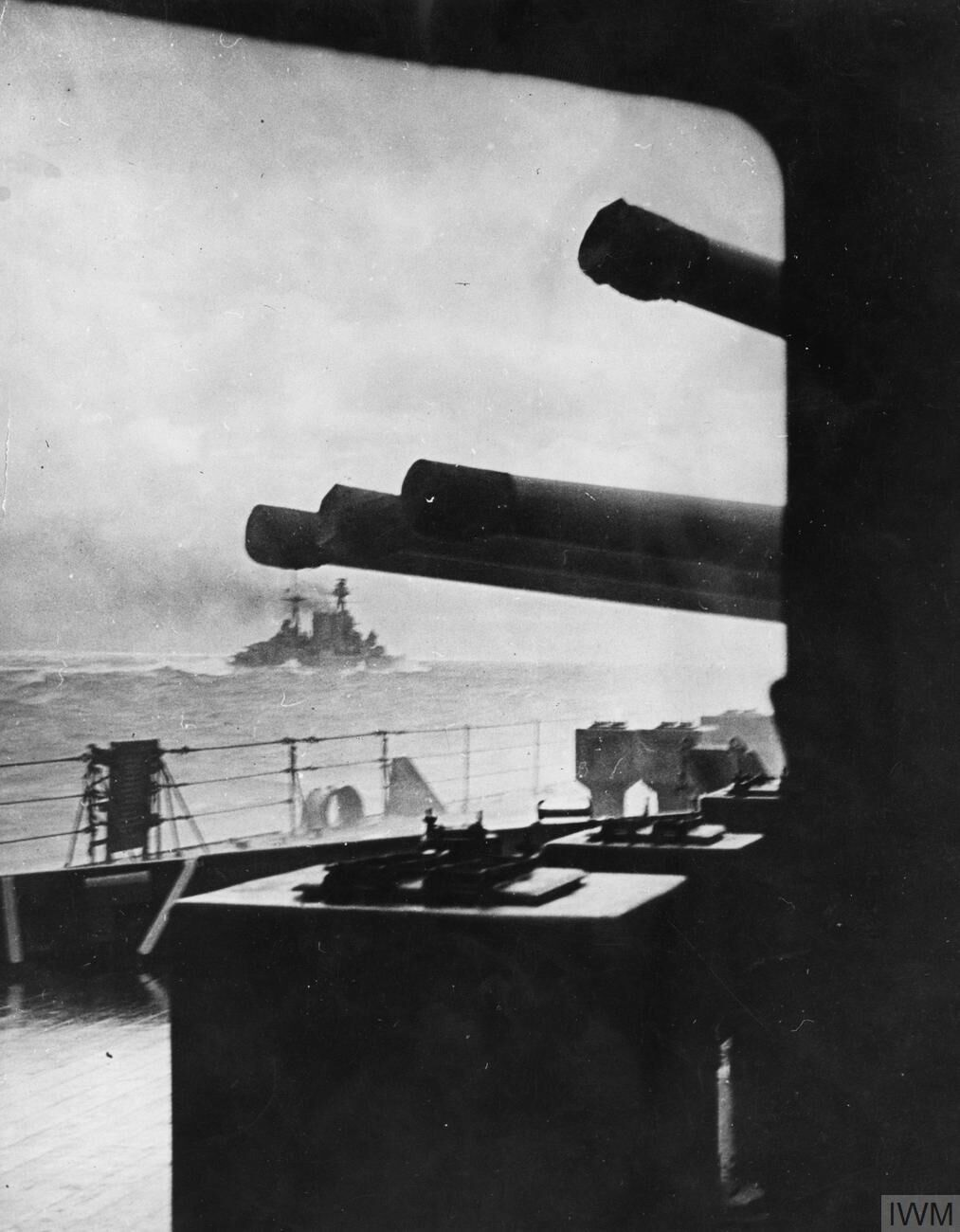
Darrera imatge del Hood com a unitat de combat, navegant cap al seu encontre amb el Bismarck. En primer pla 3 canons de la torreta A del Prince of Wales. Els canons d'aquesta foto semblen d'una torreta triple, però versions sense retallar de la foto mostren que és una quadruble, amb un canó elevat independentment que queda fora de l'enquadrament.

El pla de batalla del Holland era que el Hood i el Prince of Wales atacaven el Bismarck, mentre que el Suffolk i el Norfolk atacaven el Prinz Eugen (amb, assumí Holland, encara navegant darrere del Bismarck i no al davant). Així li ho va comunicar al capità John C. Leach del Prince of Wales, però no li ho va transmetre al contraalmirall Frederic Wake-Walker, que com a comandant del 1r Esquadró de Creuers dirigia el Suffolk i el Norfolk per por a revelar la seva localització. En canvi, ordenà un silenci radiofònic. Holland esperava trobar l'enemic a les aproximadament les 02:00. La posta de Sol en aquella latitud era a les 01:51 (els rellotges del vaixell estaven 4 hores avançats a l'horari local). El Bismarck i el Prinz Eugen quedarien siluetejats contra el sol, mentre que el Hood i el Prince of Wales podien aproximar-se a tota velocitat sense ser vistos a la foscor, a una distància suficient per no posar en perill el Hood amb el foc de llarga distància del Bismarck. Els alemanys no esperarien un atac des d'aquesta posició, donant als britànics l'avantatge de la sorpresa.
L'èxit del pla depenia que el Suffolk no perdés el contacte amb els vaixells alemanys; però això succeí, començant a les 00:28. Durant 90 minuts, Holland ni va veure l'enemic ni va rebre notícies ni del Norfolk ni del Suffolk. Reluctantly, ordenà al Hood i al Prince of Wales que viressin sud–sud-oest mentre que els destructors continuaven la recerca cap al nord.
Abans que es restablís el contacte, ambdós esquadrons s'havien perdut per un pel. Si els vaixells alemanys no haguessin alterat el curs a l'oest a les 01:41 per seguir la línia de la punta de gel de Groenlàndia, els britànics els haurien interceptar molt abans del que van fer. Els destructors britànics estaven a només 8,7 milles nàutiques (16 km) al sud-est quan els alemanys van modificar el curs. Si la visibilitat no hagués quedat reduïda a només 4,3 milles (8 km), els vaixells alemanys haguessin estat albirats.
Just abans de les 03:00, el Suffolk va tornar a tenir contacte amb el Bismarck. El Hood i el Prince of Wales estaven a 30 milles (56 km), una mica davant dels alemanys. Holland ordenà avançar cap als alemanys i incrementà la velocitat a 28 nusos (52 km/h). La pèrdua de contacte del Suffolk havia deixat en desavantatge als britànics; i en lloc de fer l'aproximació tancant que Holland havia previst, haurien de convergir en un angle molt més ampli, molt més lentament. Això deixava al Hood vulnerable als obusos de llarga distànciadel Bismarck durant un període molt més llarg. La situació empitjorà encara més quan, a les 03:20, el Suffolk informà que els alemany havien alterat el curs encara més cap a l'oest, situant els esquadrons britànics i alemanys gairebé a través un de l'altre.
A les 05:35, els guaites del Prince of Wales albiraren els vaixells alemanys a 15 milles (27 km). Els alemanys, advertits de la presència britànica gràcies als seus equips hidrofònics, van veure el fum i els pals dels vaixells britànics 10 minuts després. En aquells moments Holland tenia l'opció d'unir-se al Suffolk en seguir el Bismarck i esperar l'arribada de Tovey amb el King George V i d'altres vaixells per atacar o ordenar al seu esquadró que entrés en acció, la qual cosa va fer a les 05:37. El mar agitat a l'Estret van fer que el paper dels destructors fos mínim. Els creuers Norfolk i Suffolk estaven massa lluny rere la força alemanya per arribar a la batalla.

## Comença la batalla

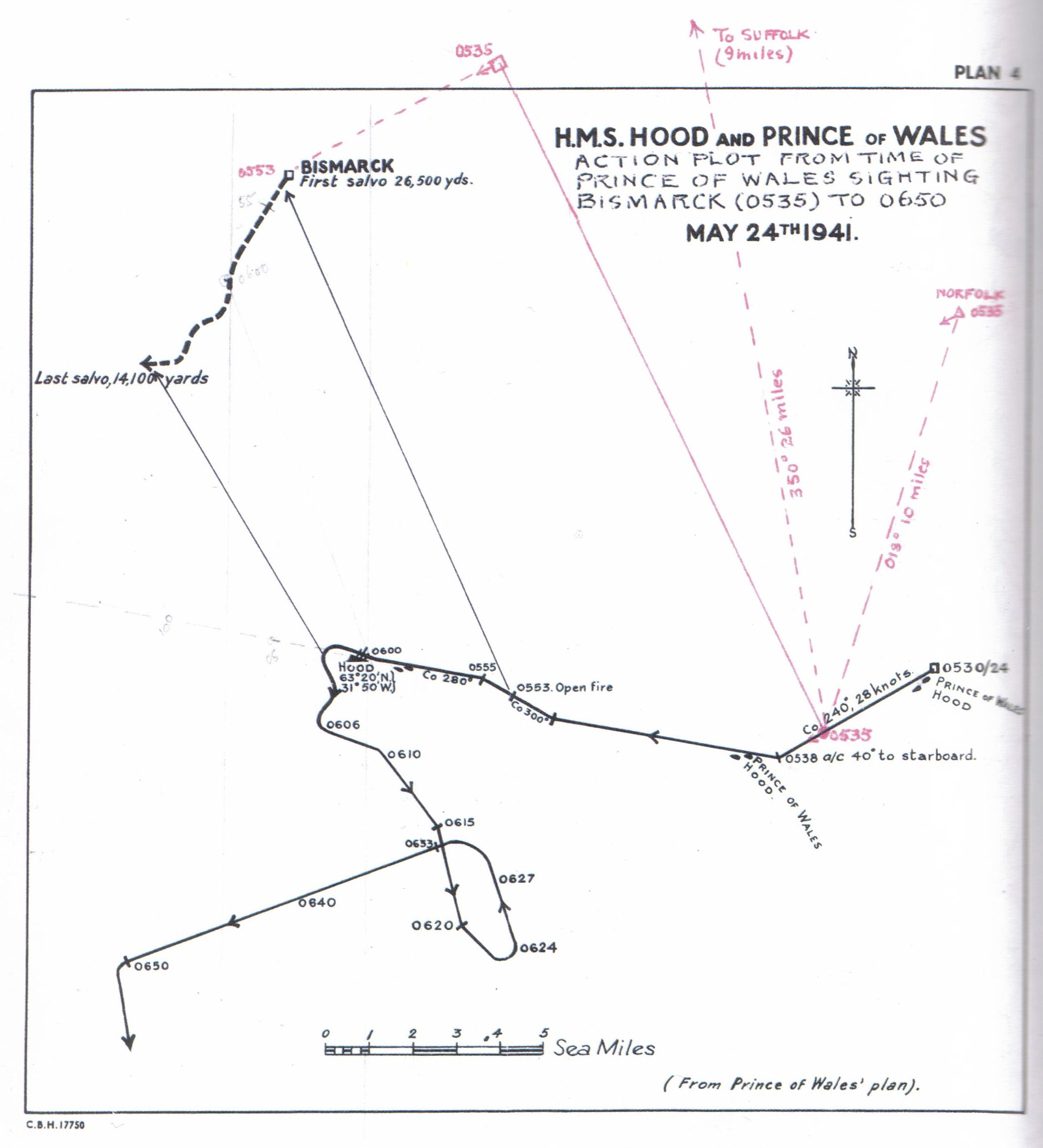
Seguimient de la carta del HMS Prince of Wales a la batalla de l'Estret de Dinamarca, 24 de maig de 1941

El Hood obrí foc a les 05:52 a una distància d'aproximadament 24.200 metres. Holland havia ordenat obrir foc sobre el vaixell capdavanter, el Prinz Eugen, creient que aquella posició era la del Bismarck. Holland poc després corregí la seva ordre i dirigí ambdós vaixells contra el vaixell posterior, el Bismarck. El Prince of Wales havia identificat correctament i apuntat cap al Bismarck, mentre que es creu que el Hood seguí disparant contra el Prinz Eugen alguna estona.
Holland, expert artiller, era conscient del perill de la feble protecció horitzontal del Hood. A més, volia reduir l'abast tan ràpidament com fos possible. A un abast menor, la trajectòria dels obusos del Bismarck serien més planes i seria més probable que impactessin als laterals de la nau en lloc de a la coberta. Però s'apropà des d'un angle que situà els vaixells alemanys massa lluny al límit de la viga; i només podria fer servir 10 dels 18 canons pesats mentre que presentava als alemanys més del necessari. Aquests es convertirien en 9 quan un defecte en un dels canons de proa del Prince of Wales el deixà inoperatiu després de la primera salva. Tant el Suffolk com el Norfolk intentaren atacar el Bismarck durant l'acció, però ambdós estaven massa lluny i no tenien prou velocitat com per apropar-se prou durant el breu combat.
Els alemanys a més gaudien del mesurador de temps, la qual cosa volia dir que els britànics navegaven contra el vent, les lents de la torreta "A" del Prince of Wales, de 42 peus (13 metres) del telèmetre de coincidència Barr and Stroud i les dels de les torretes "B" de 30 peus (9,1 metres) d'ambdós vaixells estaven xopes; veient-se obligats a fer servirs els telèmetres de 15 peus (4,6 m) en la direcció de les torres. A més, l'almirall Holland tenia el Prince of Wales molt a prop del Hood, movent-se d'acord els moviments del Hood en lloc de variar el curs i la velocitat. Això va fer que pels alemanys fos més fàcil pels alemanys trobar l'abast d'ambdós vaixells britànics, encara que hagués ajudat els artillers de Holland si haguessin disparat contra el Bismarck tal com estava originàriament planejat, car podrien haver precisat el temps de cadascuna de les salves per evitar errors que un vaixell disparés per l'altre. A més, podien usar el foc de concentració, on les salves de l'armament principal d'ambdós vaixells hauria estat controlats per l'ordinador de control de foc d'un vaixell, probablement la moderna Taula de Control de Foc de l'Almirallat del Prince of Wales.
El Prince of Wales colpejà el seu objectiu en primer lloc. Al final aconseguiria 3 tocats sobre el Bismarck. Un impacte destruí la llanxa del comandant va deixar fora d'acció la catapulta de l'hidroavió (aquest darrer dany no seria descobert fins molt de temps després, quan intentaren emportar-se'n el Diari de Guerra abans de la batalla final). La segona andanada passà a través de l'arc d'un costat a l'altre sense explotar. La tercera colpejà el casc sota l'aigua i esclatà dins del vaixell, inundant una sala de generadors i malmetent el tancament d'una sala de màquines adjunta, inundant-la parcialment. Aquests dos darrers impactes causaren danys a la maquinària del Bismarck i l'inundaren mitjanament. Més important, els danys a l'arc van impedir l'accés als tancs de combustible de proa amb 1.000 tones de fuel oil. També causà que el Bismarck deixés una taca visible de combustible al mar i reduí la seva velocitat 2 nusos (3,7 km/h). El 'Bismarck aviat s'escorà 9º a babord i amb l'arc va perdre 2 metres d'obra morta.

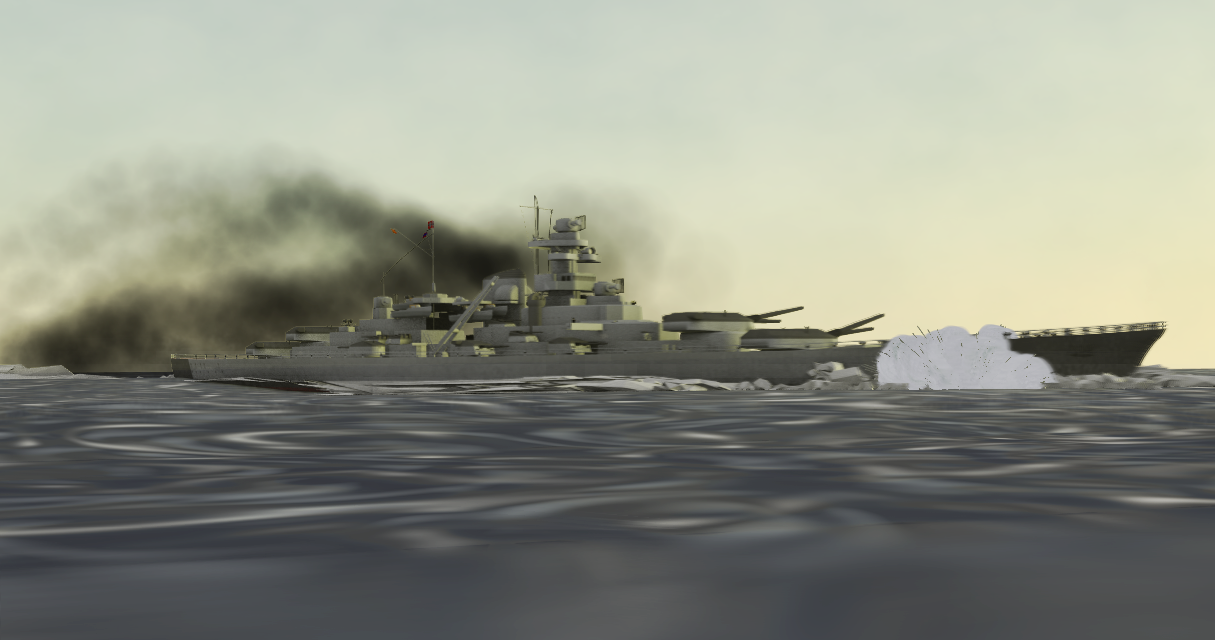
Una reconstrucció moderna mostrant un obús de 14 polzades del HMS Prince of Wales penetrant el casc del Bismarck.

Els alemanys van aguantar el foc fins a les 05:55, quan ambdós vaixells apuntaren el Hood. L'admiral Lütjens no va donar immediatament l'ordre d'obrir foc. Després de múltiples inquiries del primer oficial artiller del Bismarck, Korvettenkapitän Adalbert Schneider, "Frage Feuererlaubnis'?" (Permís per obrir foc?), el comandant del Bismarck Kapitän zur See Ernst Lindemann va respondre: "Ich lasse mir doch nicht mein Schiff unter dem Arsch wegschießen. Feuererlaubnis!" ("No deixaré que el meu vaixell rebi un tret de sota el meu cul. Obriu foc!") Un obús impactà a la coberta del del Hood, iniciant-se un incendi en la munició de 4 polzades (100 mm) allà emmagatzemada; però el foc no passà a altres zones del vaixell o causà l'explosió posterior. Tot i que no està confirmat, és possible que el Hood rebés un nou impacte a la base del seu pont i a la cofa del director de radar.
Hi ha hagut certa contenció sobre quin vaixell alemany colpejà el Hood en aquell moment. El Prinz Eugen, a les ordres del Kapitän zur See Helmuth Brinkmann, estava apuntant al Prince of Wales, seguint una ordre del comandant de la flota; però el seu oficial d'artilleria, Paul Schmalenbach, confirmava que el Prinz Eugen tenia com a objectiu el Hood.

## Enfonsament delHood

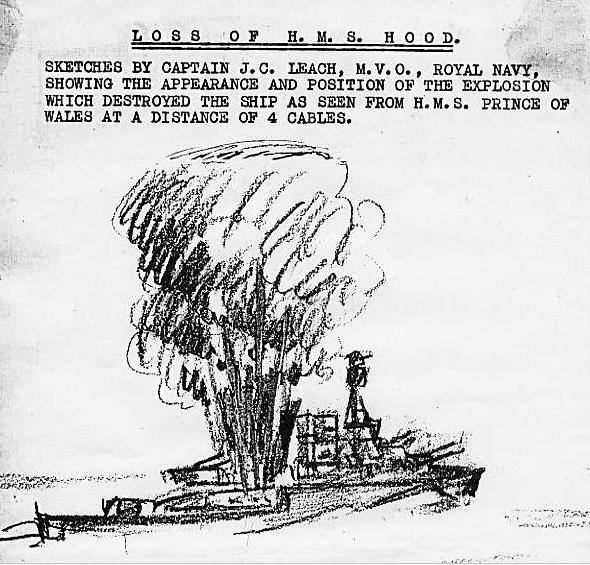
Un esbós preparat pel capità JC Leach, comandant del HMS Prince of Wales, per a la segona Junta d'Investigació, 1941. L'esbós representa la columna de foc o flames que van sorgir de la rodalia del pal principal immediatament abans que una enorme detonació esborrà de la vista la part de popa del vaixell. Aquest fenomen es creu que va ser resultat d'un foc de pólvora que s'estengué mitjançant els ventiladors de la sala de màquines.

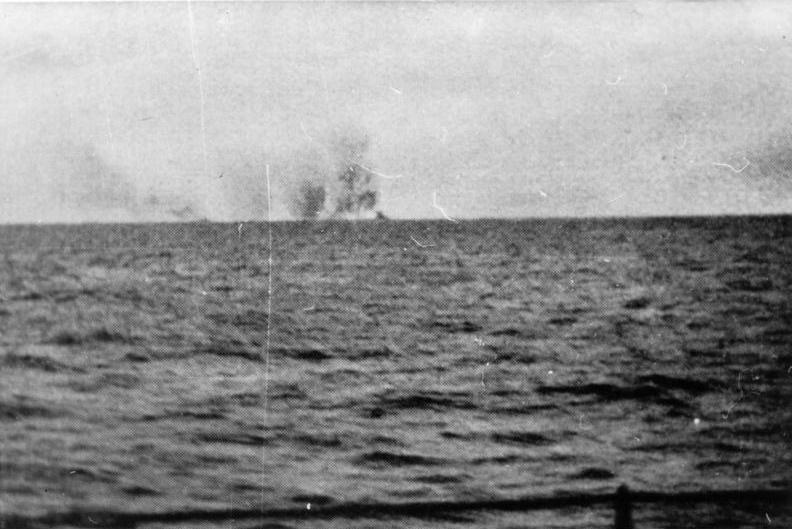
Una foto feta des del Prince Eugen, mostrant el Hood explotant a la llunyania, amb el Prince of Wales a la rodalia.

A les 06:00, Holland ordenà a la seva força que viressin de nou a port per assegurar que els canons principals de popa tant del Hood com del Prince of Wales podien disparar sobre l'enemic. Durant l'execució d'aquest gir, una salva del Bismarck, disparada a una distància de 7,8 milles nàutiques (14 km), va ser vista pels homes a bord del Prince of Wales com travessava el Hood davant del pal major. És possible que un obús de 15 polzades (380 mm) penetrés entre el pal principal del Hood i la torreta "X" de popa del pal.
A això seguí una immensa flamarada a la zona del pal principal, seguit d'una explosió que destruí una gran part del vaixell des del centre a la part posterior de la torreta "Y". El vaixell es trencà en dos. La popa se separà i s'enfonsà. La proa, apuntant cap a dalt i girant, també s'enfonsà poc després. La torreta de proa aconseguí disparar una darrera salva, possiblement de la dotació d'artilleria condemnada, abans que la secció de proa s'enfonsés. 
Les estelles van caure sobre el Prinz of Wales, situat a 800 metres. El Hood s'enfonsà en només 3 minuts, emportant-se amb ell 1.415 homes, el vicealmirall Holland entre ells. Només 3 membres de la seva tripulació (Senyaler Ted Briggs, Mariner de 1a Bob Tilburn i Guardamarina Bill Dundas) van sobreviure per ser rescatats dues hores després pel destructor HMS Electra.
Posteriorment l'Almirallat britànic va concloure que l'explicació més possible per la pèrdua del Hood va ser una penetració a les seves santabàrbares d'un únic obús de 15 polzades (380 mm) del Bismarck, causant la subseqüent explosió catastròfica. Investigacions recents suggereixen que l'explosió inicial va ser al magatzem de 4 polzades (100 mm) posterior i que passà fins als magatzems de 15 polzades (380 mm) via els conductes de munició.
S'ha suggerit a partir d'un examen del casc, trobat el 2001, que l'explosió de la santabàrbara prop del pal principal ocasionà la flamarada vertical, i que aquesta va encendre els magatzems dels canons de popa de 15 polzades (380 mm) de popa que causaren l'explosió que destruí la popa. Aquesta explosió podria haver viatjat pels tancs de combustible d'estribord, encenent el petroli, destruint els magatzems de proa i completant la destrucció del vaixell.
Les restes del Hood mostraren la secció de proa sense cap mena d'estructura i una gran secció lateral perduda, de la barbeta "A" fins a la coberta de proa. La quaderna mestre tenia les seves plaques obertes cap a l'exterior. Per un altre costat, les parts principals de l'estructura de proa, incloent la torre de comandament de 600 tones va trobar-se a 1,1 km de distància de les restes principals. Això ha generat teories que els magatzems de 15 polzades (380mm) explotaren com a resultat de la força, les flames i la pressió, causades per la detonació dels magatzems de popa. Un equip d'especialistes forenses nàutics han trobat que els danys de la implosió al casc de proa deguts al ràpid enfonsament del Hood, és la causa més possible del seu estat, i no donen suport a qualsevol teoria segons la qual els magatzems de proa explotessin.

## ElPrince of Walessol
El Prince of Wales es trobà navegant cap al Hood que s'enfonsava. El seu comandant, el capità Leach, ordenà una retirada d'emergència per allunyar-se del Hood que s'enfonsava. Aquest canvi de curs violent va allunyar-lo del seu objectiu i el posà en una posició que facilitava als alemanys apuntar-lo. Tornà al seu curs previ, però ara es trobava sota el foc concentrat d'ambdós vaixells.
El Prince of Wales va rebre 4 impactes del Bismarck i 3 del Prinz Eugen. Un obús travessà la superestructura superior, matant o ferint diversos mariners de la Plataforma de la Brúixola i de la Plataforma de Defensa Aèria. Trossos d'un altre obús impactaren a l'oficina del radar de popa, matant diversos mariners més. Un obús de 8 polzades (200 mm) del Prinz Eugen impactà a la càrrega propulsora/cambra de manipulació sota les torretes de popa de 5,25 polzades (133 mm), i un obús de 15 polzades (380 mm) impactà sota l'aigua sota el cinturó del blindatge, penetrant a uns 13 peus (4 metres) al casc del vaixell, a uns 25 peus (7,6 m) sota la línia de flotació, però va ser aturada per les mampares anti-torpedes. Afortunadament pel Prince of Wales cap obús arribà a explotar, però va patir d'inundacions menors i va perdre combustible. Contràriament a diverses opinions errònies, l'obús de 15 polzades (380 mm) que colpejà sota la línia de flotació del Prince of Wales no arribà a posar en perill els seus magatzems, car va anar a parar a una cambra de màquines auxiliar.
En aquells moments, diverses fallades en el funcionament de l'artilleria havien ocasionat problemes intermitents amb l'armament principal, comportant a una reducció del 26% El capità Leach s'adonà que continuar l'acció comportava el risc de la pèrdua del Prince of Wales sense causar danys a l'enemic. Per tant, ordenà al vaixell fer fum i fugir a l'espera d'una oportunitat més favorable. El Prince of Wales virà després de les 06:04, disparant des de la seva torreta posterior sota control local car la torreta quedà encallada per un obús,, impedint el subministrament de munició i deixant inoperatius els canons. Malgrat els esforços dels membres de la tripulació i dels tècnics civils per reparar la virolla, tots 4 canons no van tornar a estar en servei fins a les 08:25, encara que a les 07:20 ja hi havia 2 canons en servei. Això temporalment reduí a cinc canons operatius de 14 polzades (360 mm), però 9 dels 10 tornaren a estar operatius en 5 hores. Les salves finals disparades van ser irregulars i es creu que van fallar curt. Es retirà de la batalla cap a les 06:10. Tretze dels seus tripulants eren morts, a més de nou ferits. El moment en què el Prince of Wales es retirà va ser afortunat, car ja es trobava a l'abast dels torpedes del Prinz Eugen i virà quan el creuer alemany anava a disparar.

## Trencant l'acció
Al Bismarck hi havia una tremenda alegria per l'enfonsament del Hood. També hi havia una expectació ansiosa per llançar-se sobre el Prince of Wales i potser eliminar-lo. El capità del Bismarck, Ernst Lindemann, demanà a l'almirall Lütjens que permetés al Bismarck fer-ho. El capità Lindermann era un mestre de l'artilleria naval i sabia que el Prince of Wales a l'abast. Encara que l'esquadró de l'almirall John Tovey hagués salpat de Scapa Flow el dia abans, encara estaria a més de 300 milles nàutiques (560 km) del Bismarck, encara que s'entretinguessin a enfonsar el Prince of Wales, una cacera que Lindemann creia que podrien fer en només dues o 3 hores. Lütjens negà el permís a Lindemann a emprendre la cacera, sense cap explicació Lindemann repetí la seva petició, aquest cop amb més assertively. Lütjens seguí fermament les ordres del comandant de la Kriegsmarine, el Großadmiral Erich Raeder, per evitar els combats innecessaris amb la Royal Navy, especialment quan podien provocar més danys. Abandonà el combat en lloc de perseguir el Prince of Wales i ordenà un curs de 270°, tot a l'oest. El Bismarck havia disparat 93 dels seus 353 obusos de perforació de blindatge durant el combat.
Aquesta topada entre dos oficials superiors alemanys mostrà les dispars i distintes funcions de comandància. Com a comandant del Bismarck, Lindemann operava primer i principalment com un tàctic. Com a tal no tenia cap dubte sobre l'objectiu immediat de destruir el Prince of Wales, i pressionà en la mesura en què havia de fer-ho. Lütjens, com a comandant de la flota, operava a nivells estratègics i operatius. En certs nivells, les seves ordres eren clares: atacar combois era la seva prioritat, sense arriscar-se a un gran combat per a un objectiu limitat i, potser, incert. Malgrat tot, Raeder havia ordenat a Lütjens que fos imaginatiu, que acceptés el combat si era inevitable i que es conduís vigorosament fins al final.
La darrera línia era que les ordres de Lütjens no cobrien un èxit tan espectacular com el que havia assolit. La seva prioritat era seguir les seves instruccions, dirigint-se a enfonsar vaixells mercants i evitar encontres amb vaixells de guerra enemics sempre que fos possible. A més a més, abans de partir d'Alemanya, Lütjens va parlar amb els almiralls Conrad Patzig i Wilhelm Marschall, dient-los que s'adheriria a les ordres de Raeder. Això no volia ser el tercer cap de la flota en ser rellevat per contradir les ordres de Raeder; Marschall, un dels seus predecessors, va ser rellevat del comandament per no seguir les seves ordres al peu de la lletra malgrat que l'anàlisi que va fer Marschall sobre els canvis de la situació tàctica des de li donaren les ordres resultaren en l'enfonsament del portaavions britànic HMS Glorious i els seus dos destructors d'escorta. Tampoc estava predisposat a discutir les seves decisions de comandament amb un oficial subordinat.
Encara que si hagués sabut que estava combatent contra l'inexpert Prince of Wales i no pas contra el King George V, Lütjens potser hauria mantingut la seva decisió, car continuar significava exposar l'esquadró a més foc d'artilleria, així com als atacs de torpedes del Norfolk i el Suffolk; arriscant els seus vaixells i tripulacions en un atac expressament prohibit.
Entre les 06:19 i les 06:25, el Suffolk disparà sis salves en direcció del Bismarck, després de confondre un contacte de radar amb un avió amb el Bismarck. El Suffolk es trobava dins del radi d'acció dels canons tant del Bismarck com del Prinz Eugen en aquells moments.

## Després del combat
Amb el vicealmirall Holland mort, el comandament del Prince of Wales, a més del Norfolk i el Suffolk va caure sobre el contraalmirall Frederic Wake-Walker. Amb aquest comandament venia la responsabilitat de fer front el Bismark fins que s'haguessin concentrat prou vaixells britànics per a destruir-lo: les opcions eren renovar l'acció contra el Bismarck o assegurar-se que seria interceptat i atacat per l'almirall Tovey. Wake-Walker escollí aquesta darrera, continuant el seguiment dels vaixells alemanys. Una nova acció, va concloure, causaria més danys al Prince of Wales que al Bismarck, a més d'amenaçar els seus creuers, a més que sabia que Tovey es trobava en camí. Ordenà al Prince of Wales que seguís el Norfolk a la millor velocitat, de manera que el Norfolk podria caure si els atacaven. A les 07:57 el Suffolk informà que el Bismarck havia reduït la velocitat i que semblava tenir danys.
Des que el Bismarck va rebre el primer impacte al castell de proa, els sis equips de control de danys (de 26 homes cadascun) havien treballat sense descans per reparar els danys. Quan se li informà que es podien veure per damunt de l'aigua les puntes de l'hèlix d'estribord, Lindemann ordenà contrainundar dos compartiments de popa per restaurar l'equilibri del vaixell. Llavors ordenà bussos al castell de proa per connectar els tancs de combustible de proa, que contenien les molt necessàries 1.000 tones de combustible. Primer pels tancs propers a la caldera de proa, i després als tancs de combustible posteriors mitjançant una canonada provisional sobre la coberta superior. Totes dues maniobres fracassaren. Llavors, Lindemann demanà permís per alentir el Bismarck i inclinar el vaixell primer a un costat i després a l'altre per soldar planxes de pegats des de l'interior dels forats al casc. Lütjens es negà de nou sense comentaris. Eventualment, l'almirall va haver d'acordar alentir el vaixell a 22 nusos (41 km/h) per permetre que les hamaques i les estores de col·lisió omplissin els forats de la sala de calderes n. 2 i de la sala de calderes auxiliar per detenir la creixent entrada d'aigua de mar.. Això també fracassà. La Sala de Calderes N.2 va caure, amb una pèrdua de velocitat a 28 nusos (52 km/h).
A mesura que entrava més aigua de mar, el Bismarck tenia una fuga de fuel-oil. Lütjens ordenà al Prinz Eugen que anés al darrere per observar quina estela deixava enrere. La taca de petroli era prou gran per cobrir els dos costats de l'estela del vaixell, era de tots els colors de l'arc de Sant Martí i desprenia un gran olor, ajudant la descobrir la localització del Bismarck.
Els danys als tancs de combustible de proa del Bismarck, juntament amb una oportunitat perduda de carregar combustible a Bergen anteriorment durant la travessia, deixaven menys de 3.000 tones de combustible a bord, no pas prou per operar de manera efectiva contra els combois de l'Atlàntic. A més s'havia perdut l'element sorpresa, considerat essencial per a l'èxit de l'operació, i l'esquadró continuava sent seguit en la distància pel Suffolk, el Norfolk i, eventualment el Prince of Wales. Lütjens va concloure que necessitava avortar la missió del Bismarck i dirigir-se cap a unes drassanes adequades per sotmetre's a reparacions.
La qüestió era a quines drassaners havien de dirigir-se. Els ports amics més propers eren Bergen i Trondheim, a 870 milles nàutiques (1.600 km). Navegar en aquesta direcció significava una travessia pel nord o pel sud d'Islàndia, amb les forces aèries enemigues completament alertades de la seva presència i la possibilitat d'altres grans unitats navals entre ells i Scapa Flow. Lütjens també sabia que la seva intel·ligència no era fiable. El Hood havia estat informat pel Grup Nord a l'Àfrica Occidental i no hi havia informes d'un cuirassat classe King George V a la rodalia.
Malgrat la recomanació de Lindemann de dirigir-se cap a Bergen, Lütjens ordenà que el Bismarck es dirigís cap al port francès de Saint-Nazaire (Loira Atlàntic). Tot i que la costa francesa es trobava a més de 520 milles nàutiques (970 km) més lluny que Bergen, Saint-Nazaire tenia el potencial de nits més llargues i mars més oberts on despistar els seguidors de Bismarck, a més de luring entre una línia d'U-boats. També deixava el Bismarck situat a la punta de les rutes comercials britàniques un cop s'haguessin reparat els danys, amb el suport potencial dels cuirassats Scharnhorst i el Gneisenau. A més, ambdós vaixells havien estat acorats a Brest des del final de l'operació Berlín aquells mateix any i s'havien quedat a port per sotmetre's a reparació. Encara que Brest estava més a prop que Saint-Nazaire, també es trobava a l'abast dels bombarders de la Royal Air Force.
Lütjens destacà l'il·lès Prinz Eugen per continuar fent el corsari sol. El creuer s'endinsà a l'Atlàntic, carregant combustible des d'un petroler al mar. Va patir problemes mecànics, abandonant la seva missió de corsari sense haver enfonsat cap vaixell i tornà cap a Brest.

## Reacció

### Alemanya
Les notícies de la decisió de Lütjens impactaren a Berlín, a Wilhelmshaven i a París com un raig caigut del cel. Una munió de trucades telefòniques urgents travessaren l'Europa ocupada pels alemanys. Mentre que l'almirallat a Berlín se sentia satisfet per l'èxit de Lütjens, va quedar temperat per les notícies dels danys que havia patit el Bismarck i la decisió de dirigir-se a França. El Großadmiral Raeder no tenia clar si Lütjens intentaria dirigir-se immediatament cap a St. Nazaire o després de despistar els seus perseguidors i carregar combustible a alta mar. Raeder conferencià immediatament amb el seu cap d'estat major, Admiral Otto Schniewind, qui telefonà al comandant del Grup Nord de Wilhemshaven, Admiral Rolf Carls. Carls ja havia preparat un missatge cridant a Lütjens a Alemanya, però encara no l'envia enviat. Schniewind senyalà que al vespre Lütjens havia travessat la línia de demarcació entre les Hèbrides Nord i el sud de Groenlàndia, passant del control operatiu del Grup Nord al Grup Oest; així que la decisió de cridar a Lütjens ja no era de Carls. Una trucada posterior del comandant del Grup Oest, l'Admiral Alfred Saalwächter, revelà que no havia planejat cridar a Lütjens i creia que aquesta decisió l'havien de prendre entre Schniewind i Raeder.
Raeder es mostrà en contra a cridar-lo ell mateix, car no sabia prou de la situació. Llavors trucà a Hitler, que llavors es trobava a Obersalzberg, als Alps bavaresos. Hitler rebé les notícies de l'enfonsament del Hood estoicament, sense mostrar alegria ni cap comportament triomfant. Després d'escoltar l'informe de Raeder, es girà cap als que l'acompanyaven i expressà els seus pensaments:
| « | Si ara aquests creuers mantenen el contacte i Lütjens ha enfonsat el Hood i gairebé han destruït l'altre, que era nou i ha tingut problemes amb els seus canons durant l'acció, per què no l'ha enfonsat també? Per què no ha intentat sortir d'allà o per què no va donar la volta? | » |

La notícia de l'enfonsament del Hood va ser anunciat entusiàsticament pel Ministeri de Propaganda del Dr. Joseph Goebbels. Aquell vespre va ser emès a la nació, acompanyat per "Wir marschieren gegen England" ("Marxem contra Anglaterra") i d'altres marxes marcials. El públic alemany, que ja gaudia per les notícies de les victòries de la Luftwaffe sobre la Royal Navy a Creta, va prendre's eufòricament l'enfonsament del Hood.

### Gran Bretanya
El públic britànic va quedar sorprès davant la notícia que el seu vaixell de guerra més emblemàtica i més de 1.400 dels seus tripulants havien estat destruïts tan de cop i volta. L'Almirallat va mobilitzar tots els vaixells de guerra disponibles a l'Atlàntic per caçar i destruir el Bismarck. Les forces de la Royal Navy van perseguir el Bismarck fins a portar-lo a la batalla, sent enfonsat el matí del 27 de maig.
Posteriorment es van fer moviments per fer un consell de guerra el contraalmirall Wake-Walker i el capità John Leach del Prince of Wales. L'opinió que es tenia que haurien d'haver continuat la batalla amb el Bismarck després que el Hood va ser enfonsat. John Tovey, comandant en cap de la Home Fleet va quedar consternat amb aquesta crítica. Va tenir lloc una discussió entre Tovey i el seu superior, l'almirall Sir Dudley Pound. Tovey creia que ambdós oficials havien actuat correctament, assegurant-se que els vaixells alemanys eren seguits i sense posar en perill les seves naus sense necessitat. A més, els canons principals del Prince of Wales van funcionar malament repetidament i no haurien estat rival pel Bismarck. Tovey amenaçà de dimitir del seu càrrec i aparèixer a qualsevol consell de guerra com a "amic dels acusats" i testimoni de la defensa. No es tronà a parlar sobre la proposta.
Un comitè d'investigació ràpidament va fer una recerca sobre la causa de l'explosió del Hood publicant un informe. Després de les crítiques segons les quals la investigació inicial no registrà totes les proves disponibles, una segona investigà més extensivament la pèrdua del Hood, examinant els punts vulnerables d'altres grans vaixells de guerra britànics en servei a la llum de les causes probables de l'explosió. Com la primera investigació, va concloure que un obús de 15 polzades (380 mm) del Bismarck causà l'explosió de les santabàrbares de popa del Hood. Això comportà que diversos vaixells britànics fossin revissats per incrementar la protecció per a les seves santabàrbares, a més d'altres millores.
Diversos historiadors navals han analitzat el combat del Bismark i han sospesat les decisions dels participants. Una de les més debatudes és l'elecció de l'almirall Lütjens per endinsar-se a l'Atlàntic en lloc de continuar amb la batalla.

## Paral·lelismes amb Jutlàndia
Es poden traçar diversos paral·lelismes entre les accions del vicealmirall Holland en aquesta batalla i les de l'almirall Beatty en les etapes inicials de la batalla de Jutlàndia. A partir de les seves accions, sembla clar que Holland creia que havia de fer front al Bismarck immediatament, en lloc d'ajudar a Wake-Walker en el seguiment fins que no arribés la Força H. Beatty, d'igual manera, creia que havia d'atacar els creuers de batalla de l'almirall von Hipper amb les seves forces enlloc fer que els alemanys es dirigissin cap a la Gran Flota de l'almirall Jellicoe.
Holland, com Beatty, disposaven de superioritat pel que fa al nombre de vaixells de què disposaven, encara que estaven en inferioritat de combat pel que fa a les unitats. Per un costat, el desplegament que va fer Holland de les seves unitats comparat amb el de Beatty a Jutlàndia: Beatty i Holland atacaren els almenays abans que aquests estiguessin a l'horitzó. Com a resultat, la quaderna mestre i les torretes posteriors dels vaixells de Beatty no podien disparar contra l'enemic; els vaixells de Holland no podien emprar les seves torretes posteriors fins al gir final a port just abans que el Hood fos enfonsat. Beatty situà els seus creuers de batalla de blindatge mitjà al capdavant de la línia, deixant els cuirassats classe Queen Elizabeth, més poderosos i millor blindats, al darrere. D'igual manera, Holland situà el vell i vulnerable Hood al davant del millor blindat (tot i que nou i poc testat) Prince of Wales. Ambdós almiralls van exercir un estricte control tàctic sobre les seves unitats des dels seus vaixells insígnia. Això provocà que el capità Leach del Prince of Wales maniobrés independentment i potser prengués una línia d'aproximació diferent que potser hagués confós l'enemic.